# Alois Rzach
Alois Rzach, född 16 november 1850 i Patzau, Böhmen, död 27 augusti 1935 i Prag, var en österrikisk filolog.
Rzach blev 1887 ordinarie professor i klassiska språk vid tyska universitetet i Prag. Bland hans många arbeten märks Der Dialekt des Hesiodos (1876) och upplagor av Hesiodos (1884 och 1902), Grammatische Studien zu Apollonios Rhodios (1878), Studien zur Technik des nachhomerischen heroischen Verses (1880; tillägg 1882), en upplaga av Iliaden (två band, 1886-87) samt upplagor av och studier över de sibyllinska oraklen.